# Дружиніна Єлизавета Леонідівна
Єлизавета Дружиніна (нар. 22 грудня 1984) —  українська бальна танцюристка, тренерка, хореографка-постановниця і підприємиця.
Широкому загалу стала відомою після участі у проєкті каналу 1+1 «Танці з зірками-2», де посіла друге місце, виступаючи у парі з українським рок-співаком Олегом Скрипкою. Попри численні критичні відгуки від колег та суддів щодо якості виконання бальних елементів Олегом, пара створила безліч оригінальних творчих ідей. Яскрава шоу-складова та зовнішність дали підстави вважати їх найхаризматичнішою парою проєкту, а Єлизавету Дружиніну — однією з найпомітніших українських знаменитостей і талановитих танцюристок.
Брала участь у кількох українських розважальних телевізійних шоу (Хто проти блондинок? — Перший Сезон, Другий сезон, Світлі голови та ін.)
Спілкується в телеефірах виключно українською мовою.